# Масштаб
Масшта́б (нем. Maßstab, букв. «мерная палка»: Maß «мера», Stab «палка») — отношение размеров на чертеже или на карте к реальным размерам (изделия или окрестностей).

## Масштаб в геодезии, картографии и проектировании
Масштаб (геодезия и картография) — отношение длины отрезка на карте к действительной длине этого отрезка на местности

### Типы масштабов
Масштабы на картах и планах могут быть представлены численно или графически.
1. Численный масштаб записывают в виде дроби, в числителе которой стоит единица, а в знаменателе — степень уменьшения проекции. Например, масштаб 1:5000 показывает, что 1 см на плане соответствует 5000 см (50 м) на местности. Более крупным является тот масштаб, у которого знаменатель меньше. Например, масштаб 1:1000 крупнее, чем масштаб 1:25 000.
2. Именованный масштаб показывает какое расстояние на местности соответствует 1 см на плане. Записывается, например: «В 1 сантиметре 100 километров», или «1 см = 100 км».
3. Графические масштабы подразделяются на линейные и поперечные.                                         3.1. Линейный масштаб — графический масштаб в виде масштабной линейки, разделённой на равные части                                             3.2. Масштаб по осям координат — графический масштаб в виде масштабных шкал для каждой из осей координат, которые имеют различный коэффициент масштабирования.            3.3.Поперечный масштаб — графический масштаб в виде номограммы, построение которой основано на пропорциональности отрезков параллельных прямых, пересекающих стороны угла. Поперечный масштаб применяют для более точных измерений длин линий на планах. Поперечным масштабом пользуются следующим образом: откладывают на нижней линии поперечного масштаба замер длины таким образом, чтобы один конец (правый) был на целом делении ОМ, а левый заходил за 0. Если левая ножка попадает между десятыми делениями левого отрезка (от 0), то поднимаем обе ножки измерителя вверх, пока левая ножка не попадёт на пересечение к-либо трансвенсали и какой-либо горизонтальной линии. При этом правая ножка измерителя должна находиться на этой же горизонтальной линии. Наименьшая ЦД = 0,2 мм, а точность 0,1
4. Иррациональный масштаб — масштаб представленный в виде иррациональной дроби. Нестандартный вид масштаба. Определителем является простое число, исключая 2 и 5.
5. Десятичный или кратный масштаб — масштаб с определитем кратным 5 и 2. Все стандартные масштабы являются такими.

### Точность масштаба
Точность масштаба — отрезок горизонтального проложения линии, соответствующий 0,1 мм на плане. Значение 0,1 мм для определения точности масштаба принято из-за того, что это минимальный отрезок, который человек может различить невооружённым глазом. Например, для масштаба 1:10 000 точность масштаба будет равна 1 м. В этом масштабе 1 см на плане соответствует 10 000 см (100 м) на местности, 1 мм — 1000 см (10 м), 0,1 мм — 100 см (1 м).

### Определитель масштаба
Определитель масштаба — число определяющие (показывающие) во сколько раз увеличен или уменьшен натуральный размер.
Определитель масштаба может быть положительным (со знаком «+») или отрицательным (со знаком «-»)

### Масштабный Ряд
Масштабы изображений на чертежах должны выбираться из следующего ряда:
| Масштабы уменьшения (правильный масштаб) | 1:2; 1:2,5; 1:4; 1:5; 1:10; 1:15; 1:20; 1:25; 1:40; 1:50; 1:75; 1:100; (1:2;1:20); (1:10;1:15)           |
| Натуральная величина                     | 1:1 |
| Масштабы увеличения (цельный масштаб)    | 2:1; 2,5:1; 4:1; 5:1; 10:1; 20:1; 40:1; 50:1; 100:1; 1000:1; 5000:1; (2:1;5:1); (5:1;10:1); (10:1; 25:1) |

При проектировании на чертежах (топографических планах) 1:400; 1:800 (1:200; 1:500; 1:1000; 1:2000; 1:5000)
При проектировании на картах и планах - генеральных планов, крупных объектов, допускается применять масштабы 1:10 000; 1:25 000 (искл. 1:20 000 - для планов и карт - в номенклатуре не числится) и 1:50 000; 1:100 000 и т. д. - для карт
При необходимости допускается применять масштабы увеличения (100n):1, где n — целое число.

### Крупный, средний и мелкий масштабы
Одной из характеристик карт является крупный, средний и мелкий масштабы. Мелкий масштаб чаще всего используется в картах мира или картах таких больших регионов, как континентов, крупных стран. Другими словами, они показывают большие территории земли на небольшом пространстве. Они называются мелкомасштабными из-за того, что показывают местность мелко, не очень подробно.
Крупномасштабные карты построены по иному принципу: они показывают небольшую территорию наиболее детально. Например, это карты городов, районов, посёлков. Они так называются из-за того, что показывают местность подробно, крупно.
Разница между картами может быть очень серьёзной. Например, масштаб карты района может составлять 1:10 000, в то же время карта мира может быть выполнена в масштабе 1:200 000 000.
Не существует единого стандарта масштаба карт, однако в следующей таблице представлены типичные их виды:
| Вид карты        | Масштаб                 | Примеры                                                                              |
| ---------------- | ----------------------- | ------------------------------------------------------------------------------------ |
| Крупномасштабная | 1:0 — 1:600 000         | 1:0,00001 — строение вируса 1:100 — план помещения 1:5000 — карта района или посёлка |
| Среднемасштабная | 1:600 000 - 1:2 000 000 | Карта региона, небольшой страны                                                      |
| Мелкомасштабная  | 1:2 000 000 - 1:∞       | 1:100 000 000 — карта мира 1:10²¹ — карта галактики                                  |

В русском языке слово «крупномасштабный» иногда используется в значении «обширный». Однако в картографии термин «крупный масштаб» используется, когда подразумеваются менее обширные карты — то есть те, которые показывают меньшую территорию. Это следствие языковой неточности.

## Масштаб с точки зрения математики
С точки зрения математики определители масштаба является дробью.
Так же как дроби бывают правильные или цельные, так и масштабы бывают
— правильные 1:Х
— неправильные X:1

Правильные масштабы также называют относительными: дробь 1:Х есть отношение 1 к Х.
А неправильные — цельными или абсолютными, то есть Х:1 есть |x|.
Сам масштаб является 1-й степенью числа.
1:Х — есть −1 степень.
Х:1 — есть +1 степень.

## Масштаб в фотографии
При фотосъёмке под масштабом понимают отношение линейного размера изображения, полученного на фотоплёнке или светочувствительной матрице, к линейному размеру проекции соответствующей части сцены на плоскость, перпендикулярную к направлению на камеру.
Некоторые фотографы измеряют масштаб как отношение размеров объекта к размерам его изображения на бумаге, экране или ином носителе. Правильная методика определения масштаба зависит от контекста, в котором используется изображение.
Масштаб имеет важное значение при расчёте глубины резко изображаемого пространства. Фотографам доступен очень широкий диапазон масштабов — от практически бесконечно малого (например, при съёмке небесных тел) до очень крупного (без использования специальной оптики возможно получение масштабов порядка 10:1).
Под макрофотографией традиционно понимают съёмку в масштабе 1:1 или крупнее. Однако с широким распространением компактных цифровых фотоаппаратов этим термином стали также называть съёмку расположенных близко к объективу (как правило, ближе 50 см) мелких объектов. Связано это с необходимым изменением режима работы системы автофокуса в таких условиях, однако с точки зрения классического определения макросъёмки такое толкование является неверным.

## Масштаб в моделизме
Для каждого вида масштабного (стендового) моделизма определены масштабные ряды, состоящие из нескольких масштабов разной степени уменьшения, причём для разных видов моделизма
(авиамоделизм, судомоделизм, железнодорожный, автомобильный, военной техники) определены свои, исторически сложившиеся, масштабные ряды, которые обычно не пересекаются.
Масштаб в моделизме исчисляется по формуле:
L / М = Х
Где:
L — параметр оригинала,
М — требуемый масштаб,
Х — искомое значение
Например:
При масштабе 1/72, и параметре оригинала 7500 мм, решение будет выглядеть;
7500 мм / 72 = 104,1 мм.
Полученное значение 104,1 мм, есть искомое значение при масштабе 1/72.
При масштабе 1/16, и параметре оригинала 7500 мм, решение будет выглядеть;
7500 мм / 16 = 468,75 мм.

## Масштаб времени

### В программировании
В операционных системах с разделением времени чрезвычайно важную роль играет предоставление отдельно взятым задачам так называемого «режима реального времени», при котором обработка внешних событий обеспечивается без дополнительных задержек и пропусков. Для этого употребляется также термин «реальный масштаб времени», однако это терминологическая условность, не имеющая к исходному значению слова «масштаб» никакого отношения.

### В кинотехнике
Масштаб времени — количественная мера замедления или ускорения движения, равная отношению проекционной частоты кадров к съёмочной. Так, если проекционная частота кадров равна 24 кадра в секунду, а киносъёмка производилась на 72 кадра в секунду, масштаб времени равен 1:3. Масштаб времени 2:1 означает ускоренное вдвое по сравнению с обычным протекание процесса на экране.

### В математике
Масштаб — отношение двух линейных размеров.
Во многих областях практического применения масштабом называют отношение размера изображения к размеру изображаемого объекта. В математике масштаб определяется как отношение расстояния на карте к соответствующему расстоянию на реальной местности.
Масштаб 1:100000 означает, что 1 см на карте соответствует 100000 см = 1000 м = 1 км на местности.
Масштабы изображений на чертежах должны выбираться из следующего ряда (масштабы ГОСТ 2.302-68):
- Масштабы уменьшения 1:2; 1:2,5; 1:4; 1:5; 1:10; 1:15; 1:20; 1:25; 1:40; 1:50; 1:75; 1:100; 1:200; 1:400; 1:500; 1:800; 1:1000
- Натуральная величина 1:1
- Масштабы увеличения 2:1; 2,5:1; 4:1; 5:1; 10:1; 20:1; 40:1; 50:1; 100:1; 1000:1; 1000:1;